# Бойца (Сібіу)
Бойца (рум. Boița) — село у повіті Сібіу в Румунії. Адміністративний центр комуни Бойца.
Село розташоване на відстані 196 км на північний захід від Бухареста, 19 км на південний схід від Сібіу, 136 км на південь від Клуж-Напоки, 149 км на північ від Крайови, 105 км на захід від Брашова.

## Населення
За даними перепису населення 2002 року у селі проживали 1517 осіб.
Національний склад населення села:
| Національність | Кількість осіб | Відсоток |
| -------------- | -------------- | -------- |
| румуни         | 1493           | 98,4%    |
| угорці         | 24             | 1,6%     |

Рідною мовою назвали:
| Мова      | Кількість осіб | Відсоток |
| --------- | -------------- | -------- |
| румунська | 1493           | 98,4%    |
| угорська  | 24             | 1,6%     |